# Björnö en Björknäs
Björnö en Björknäs (Zweeds: Björnö och Björknäs) is een småort in de gemeente Norrtälje in het landschap Uppland en de provincie Stockholms län in Zweden. Het småort heeft 198 inwoners (2005) en een oppervlakte van 221 hectare. Eigenlijk bestaat het småort uit twee plaatsen: Björnö en Björknäs. Het småort ligt op een schiereiland en grenst aan een baai van de Oostzee.